# 钱江六桥

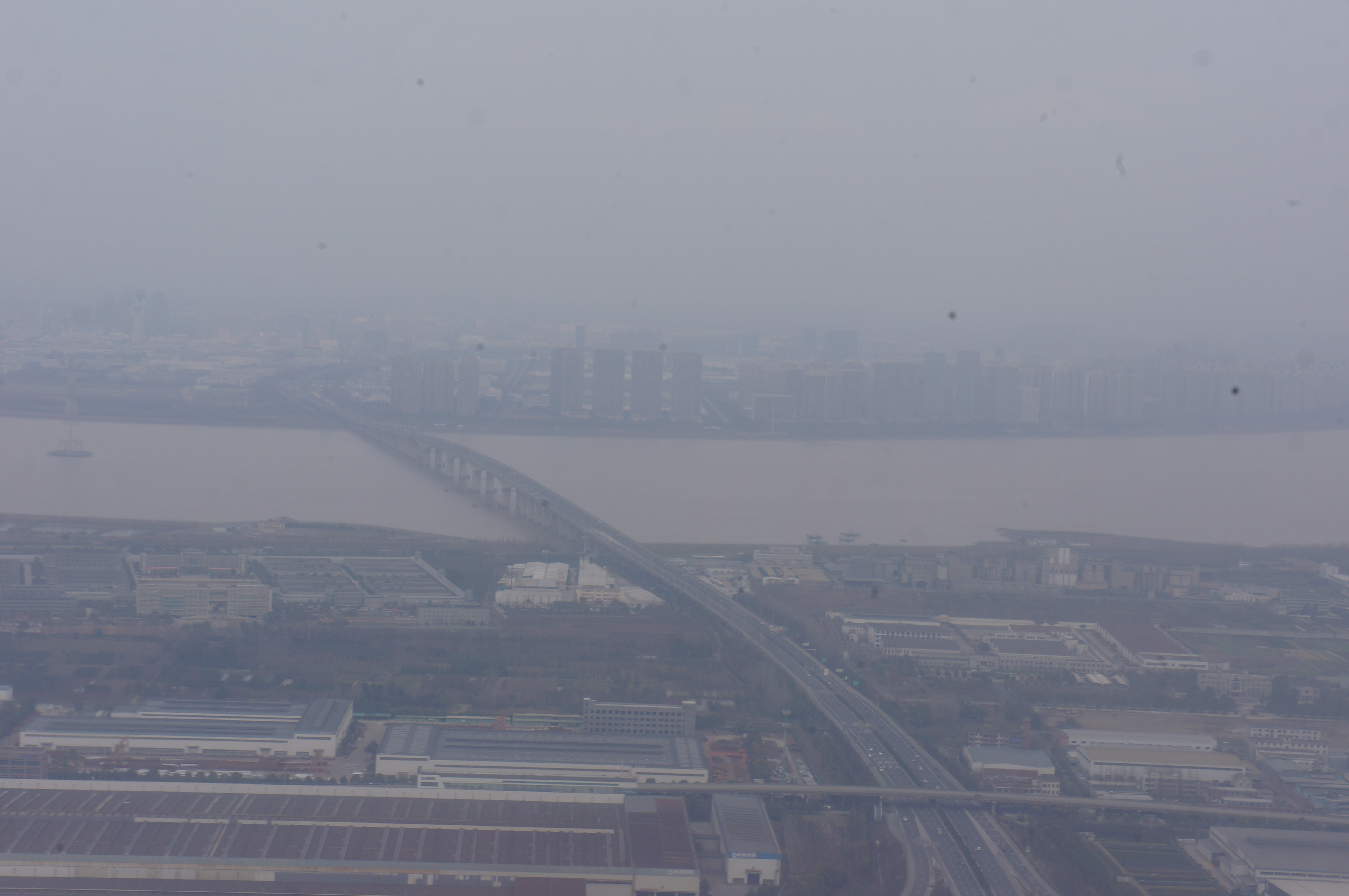
空中俯瞰下沙大桥

钱江六桥，又名下沙大桥，是杭州市东部的一座跨钱塘江大型公路桥梁，位于杭州经济技术开发区和萧山经济技术开发区之间，是杭州绕城高速公路和沪昆高速的组成部分，货车过钱塘江的主要通道之一，它目前是钱塘江上车辆通行量最大的一座桥。
得名于下沙镇（今下沙街道）。

## 简介
1999年12月30日开工，2002年12月通车。总长8230米，跨江长度为2100米，桥面总宽34.5米，双向6车道。设计时速120公里，总投资22亿元。连通杭州绕城高速公路东线，北接杭浦高速公路，南接杭甬高速公路。